# パーダーボルン郡
パーダーボルン郡 (ドイツ語: Kreis Paderborn) は、ドイツ連邦共和国ノルトライン＝ヴェストファーレン州に属す郡であり、オストヴェストファーレン＝リッペの南部に位置している。大学都市パーダーボルンが郡庁所在地であり、本郡の中心であるとともに、パーダーボルン郡とヘクスター郡からなるオストヴェストファーレン南部地域の上級中心都市である。

## 地理

### 位置
パーダーボルン郡はトイトブルクの森の辺縁部、エッゲ山地の西部に位置する。郡域の北部はゼンネに面し、西部はヘルヴェークの地区である。郡域南部の大部分はパーダーボルン高原であり、ザウアーラントの北端にまで延びている。
郡内の最低地点は、デルブリュック近郊の海抜 77 m、最高地点はブライヴェッシェ南東のトーテンコプフ前で 498 m である。トーテンコプフの山頂（海抜 502.6 m）はホーホザウアーラント郡に属している。
郡域の南北軸の幅は 47.6 km、東西軸の幅は 43.1 km、面積は1,245 km2 である。

### 隣接する郡
本郡は、北西から時計回りに、ギュータースロー郡、リッペ郡、ヘクスター郡、ホーホザウアーラント郡、ゾースト郡と境を接する。

## 歴史
本郡は、「新設されるザウアーラント/パーダーボルン地域の市町村および自治体の新設に関する法律（ザウアーラント/パーダーボルン法）」に基づくノルトライン=ヴェストファーレン州の地域再編に伴い、1974年11月5日に旧パーダーボルン郡とビューレン郡が合併し、1975年1月1日にこれが発効することにより成立した。歴史上は、パーダーボルン司教領のウンターヴァルディシャー管区にあたる。一方同司教領のオーバーヴァルディシャー管区はヘクスター郡の前身となった。

## 人口推移
| 年   | 人      |
| ---- | ------- |
| 1975 | 213,018 |
| 1980 | 226,089 |
| 1985 | 230,070 |
| 1990 | 249,096 |
| 1995 | 278,020 |
| 2000 | 290,301 |
| 2005 | 298,703 |
| 2010 | 299,816 |

## 行政

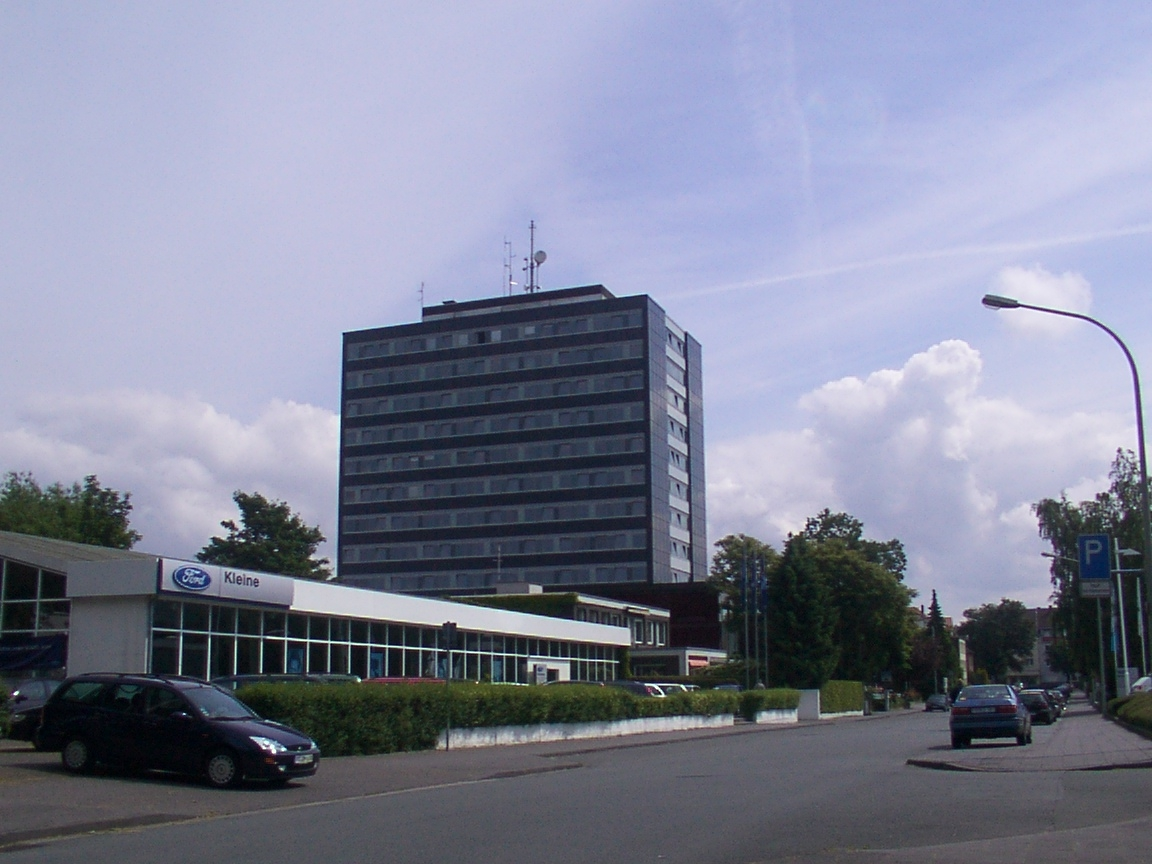
パーダーボルン郡庁舎

### 郡長
マンフレート・ミュラー (CDU) は、2004年の地方選挙結果に基づき、それまでの郡長ルドルフ・ヴァンスレーベン (CDU) から郡長職を引き継いだ。ミュラーは2004年10月1日からパーダーボルンの郡長であり、2009年に 70.2 %、2014年に 64.3 % の支持票を集めて再選されている。
第二次世界大戦以後の郡長を以下に列記する。
- 1946年　デルディナント・ヘンケマイヤー
- 1946年 - 1948年　ヨーゼフ・ビュッセマイアー
- 1948年 - 1963年　カール・レンカンプ
- 1963年 - 1964年　ヨハネス・イージング
- 1964年 - 1999年　ライノルト・シュテュッケ
- 1999年 - 2004年　ルドルフ・ヴァンスレーベン
- 2004年 - 2020年　マンフレート・ミュラー
- 2020年 - 　クリストフ・リューター

### 郡議会
2020年9月13日に郡議会選挙が行われた。この選挙結果に基づく政党別議席数を以下の表に示す。
| 政党                           | 得票率 (%) | 議席数 |
| ------------------------------ | ---------- | ------ |
| ドイツキリスト教民主同盟 (CDU) | 46.75      | 29     |
| ドイツ社会民主党 (SPD)         | 15.54      | 9      |
| 同盟90/緑の党 (GRÜNE)          | 18.22      | 11     |
| 自由民主党 (FDP)               | 5.65       | 3      |
| 左翼党 (Die Linke)             | 3.24       | 2      |
| ドイツのための選択肢 (AfD)     | 4.94       | 3      |
| Freie Bürger-Initiative (FBI)  | 1.21       | 1      |
| PARTEI                         | 2.24       | 1      |
| Für Paderborn                  | 1.41       | 1      |
| 計                             | 100.0      | 60     |

### 紋章と旗
図柄: 青い波帯で上下二分割。上部は銀地（白地）でそれぞれの端まで貫く赤い十字。下部は銀地（白地）に赤い7連の菱形図形。
解説: 紋章上部の銀地に赤い十字は、かつてパーダーボルン司教領に属していたことを象徴している。青い波帯は、水が豊かであることを示している。赤い7連の菱形図形は、中世に本郡域の南部を治めたビューレン貴族領主家の紋章デザインから採られた。
旗: 本郡は、赤地と白地に上下二分割。その中央にパーダーボルン郡の紋章が描かれた旗を使用している。
- 現在のパーダーボルン郡の紋章
- 1974年までの旧パーダーボルン郡の紋章
- パーダーボルン郡の旗

### 友好地域
- テンペルホーフ＝シェーネベルク区（ドイツ、ベルリン）
- テルトウ＝フレーミング郡（ドイツ、ブランデンブルク州）
- マントヴァ県（イタリア、ロンバルディア州）[9]

## 経済と社会資本

### 交通

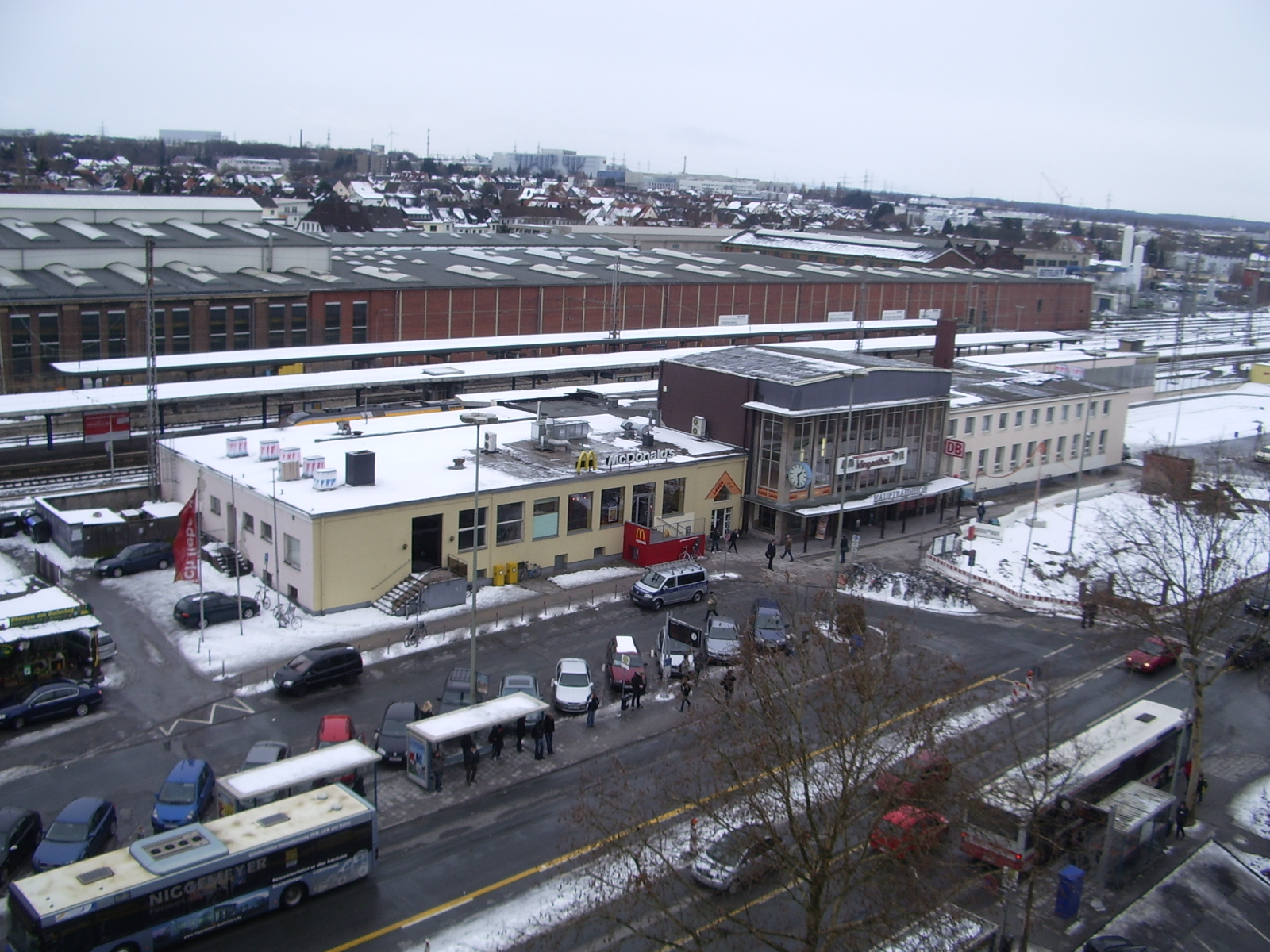
パーダーボルン中央駅

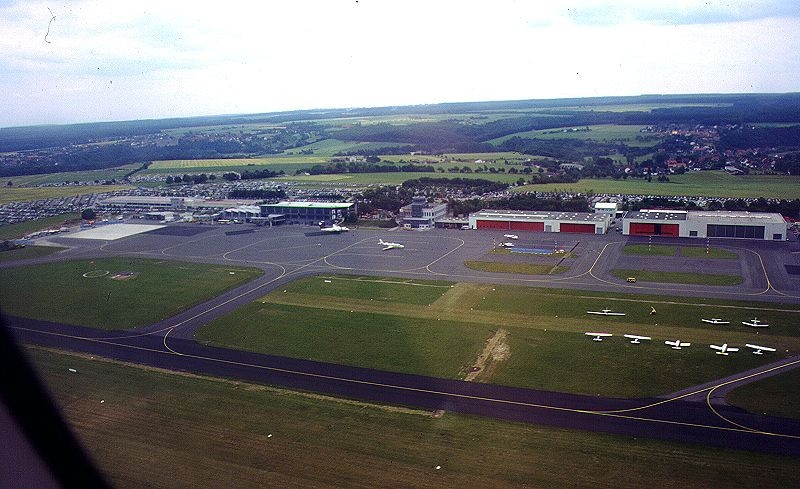
パーダーボルン/リップシュタット空港

#### 道路
パーダーボルン郡の主要交通路は連邦アウトバーン A33号線である。この道路は、ターテンハウスの森の動植物生息地沿いの 26 km の断絶区間を挟んで北は連邦アウトバーン A30号線（アムステルダム – バート・エーンハウゼン）、南は連邦アウトバーン A44号線（アーヘン – カッセル）に接続する。断絶区間が完成するまで、A33号線は、すでに完成しているビーレフェルト・ジャンクションで連邦アウトバーン A2号線に接続する。A33号線は、連邦道B68号線からパーダーボルン郡の主要交通路の座を奪った。

#### 鉄道
パーダーボルン郡内には、パーダーボルンとアルテンベーケンに合計2つの長距離鉄道駅がある。2002年12月のインターレギオ開業以降、パーダーボルン中央駅はドレスデン – デュッセルドルフ間を結ぶ路線の一部であるハム – ヴァールブルク線のIC停車駅である。この他、パーダーボルン中央駅は欧州統合パターンダイヤにおける乗換駅となっている。パーダーボルンにはドイツ鉄道の大きな修理工場もある。この他にアルメタール鉄道（一部取り壊されている）、ゼンネ鉄道、鉄道アルテンベーケン – クライエンゼン線、ハノーファー – アルテンベーケン線、ヘルフォルト – アルテンベーケン線が郡内を通っている。

#### 空港
パーダーボルン/リップシュタット空港。ルフトハンザがミュンヘン、フランクフルトと結んでいる。

### ナンバープレート
パーダーボルン郡は、1956年7月1日に現行のナンバープレートの識別記号 PB を採用した。これ以降現在まで一貫してこの記号が用いられている。2014年11月24日以降は識別記号 BÜR も用いられることとなった（ビューレン向け）。

## 市町村
パーダーボルン郡は 10市町村からなる。このうち 7つの自治体が市である。郡庁所在地パーダーボルンは大規模郡所属市、デルブリュックが中規模郡所属市である。以下の表に、アルファベット順に郡内の市町村を2023年12月31日現在の人口、面積、人口密度とともに列記する。
| 市町村名                   | 市町村名        | 区分 | 人口（人） | 面積（km2） | 人口密度（人/km2） |  |
| アルテンベーケン           | Altenbeken      | 町村 | 9,190      | 76.17       | 121                |  |
| バート・リップシュプリンゲ | Bad Lippspringe | 市   | 16,884     | 50.98       | 331                |  |
| バート・ヴュネンベルク     | Bad Wünnenberg  | 市   | 12,546     | 161.11      | 78                 |  |
| ボルヒェン                 | Borchen         | 町村 | 13,706     | 77.15       | 178                |  |
| ビューレン                 | Büren           | 市   | 21,524     | 170.91      | 126                |  |
| デルブリュック             | Delbrück        | 市   | 32,874     | 157.27      | 209                |  |
| ヘーフェルホーフ           | Hövelhof        | 町村 | 16,704     | 70.71       | 236                |  |
| リヒテナウ                 | Lichtenau       | 市   | 10,940     | 192.22      | 57                 |  |
| パーダーボルン             | Paderborn       | 市   | 155,749    | 179.38      | 868                |  |
| ザルツコッテン             | Salzkotten      | 市   | 25,283     | 109.53      | 231                |  |

## 引用
1. 1 2  Bevölkerung der Gemeinden Nordrhein-Westfalens am 31. Dezember 2023 – Fortschreibung des Bevölkerungsstandes auf Basis des Zensus vom 9. Mai 2011
2. ↑  Statistisches Bundesamt (Hrsg.): Historisches Gemeindeverzeichnis für die Bundesrepublik Deutschland. Namens-, Grenz- u. Schlüsselnummernänderungen bei Gemeinden, Kreisen u. Reg.-Bez. vom 27.5.1970 bis 31.12.1982. Kohlhammer, Stuttgart/Mainz 1983, ISBN 3-17-003263-1, S. 327f.
3. ↑  Landesdatenbank Nordrhein-Westfalen
4. ↑  ノルトライン＝ヴェストファーレン州選挙管理局: 2004年9月26日のパーダーボルン郡長選挙結果（2015年12月6日 閲覧）
5. ↑  ノルトライン＝ヴェストファーレン州選挙管理局: 2009年8月30日のパーダーボルン郡長選挙結果（2015年12月6日 閲覧）
6. ↑  ノルトライン＝ヴェストファーレン州選挙管理局: 2014年5月25日のパーダーボルン郡長選挙結果（2015年12月6日 閲覧）
7. ↑  “Kreistagswahl - Kommunalwahlen 2020 im Kreis Paderborn - Gesamtergebnis”. 2020年12月13日閲覧。
8. ↑  Die Königin de Flaggen（2015年12月6日 閲覧）
9. ↑  Kreis Paderborn - Partnerschaften（2015年12月6日 閲覧）
10. ↑  “Mit LH ab PAD auch nach Frankfurt”.   Paderborn Lippstadt Airport. 2018年4月19日閲覧。
11. ↑  Statistische Ämter - Gemeindeverzeichnis Online 検索ポータル（2015年12月6日 閲覧）